# Бландінг (Юта)
Бландінг (англ. Blanding) — місто (англ. city) в США, в окрузі Сан-Хуан штату Юта. Населення — 3394 особи (2020).

## Географія
Бландінг розташований за координатами 37°37′23″ пн. ш. 109°30′46″ зх. д. / 37.62306° пн. ш. 109.51278° зх. д. (37.623172, -109.512860).  За даними Бюро перепису населення США в 2010 році місто мало площу 33,89 км², з яких 33,78 км² — суходіл та 0,11 км² — водойми.

### Клімат
| Клімат : Бландінг                            | Клімат : Бландінг | Клімат : Бландінг | Клімат : Бландінг | Клімат : Бландінг | Клімат : Бландінг | Клімат : Бландінг | Клімат : Бландінг | Клімат : Бландінг | Клімат : Бландінг | Клімат : Бландінг | Клімат : Бландінг | Клімат : Бландінг | Клімат : Бландінг |
| Показник                                     | Січ.              | Лют.              | Бер.              | Квіт.             | Трав.             | Черв.             | Лип.              | Серп.             | Вер.              | Жовт.             | Лист.             | Груд.             | Рік               |
| Абсолютний максимум, °C                      | 17,2              | 21,7              | 30,0              | 31,1              | 36,7              | 43,3              | 42,8              | 41,1              | 37,8              | 37,2              | 23,3              | 18,3              | 43,3              |
| Середній максимум, °C                        | 4,0               | 7,2               | 11,7              | 16,9              | 22,5              | 28,7              | 31,6              | 30,2              | 25,8              | 18,9              | 10,9              | 5,1               | 17,8              |
| Середній мінімум, °C                         | −8,2              | −5,3              | −2,2              | 1,4               | 5,8               | 10,6              | 14,6              | 13,6              | 9,2               | 3,4               | −2,8              | −7,1              | 2,8               |
| Абсолютний мінімум, °C                       | −28,9             | −30,6             | −19,4             | −12,2             | −9,4              | −2,2              | 0,0               | 3,3               | −6,7              | −12,2             | −21,7             | −25               | −34,4             |
| Норма опадів, мм                             | 36                | 31                | 26                | 22                | 18                | 11                | 29                | 35                | 33                | 37                | 26                | 35                | 338               |
| -------------------------------------------- | ----------------- | ----------------- | ----------------- | ----------------- | ----------------- | ----------------- | ----------------- | ----------------- | ----------------- | ----------------- | ----------------- | ----------------- | ----------------- |
| Джерело: The Western Regional Climate Center |                   |                   |                   |                   |                   |                   |                   |                   |                   |                   |                   |                   |                   |

## Демографія
Згідно з переписом 2010 року, у місті мешкало 3375 осіб у 1013 домогосподарствах у складі 785 родин. Густота населення становила 100 осіб/км².  Було 1110 помешкань (33/км²).
Расовий склад населення:
| - 66,1 % — білих - 29,4 % — корінних американців - 0,3 % — чорних або афроамериканців - 0,3 % — азіатів - 0,1 % — вихідців з тихоокеанських островів |

До двох чи більше рас належало 3,3 %. Частка іспаномовних становила 3,8 % від усіх жителів.
За віковим діапазоном населення розподілялося таким чином: 35,0 % — особи молодші 18 років, 53,8 % — особи у віці 18—64 років, 11,2 % — особи у віці 65 років та старші. Медіана віку мешканця становила 26,6 року. На 100 осіб жіночої статі у місті припадало 95,3 чоловіків;  на 100 жінок у віці від 18 років та старших — 88,3 чоловіків також старших 18 років.
Середній дохід на одне домашнє господарство  становив 64 291 долар США (медіана — 52 054), а середній дохід на одну сім'ю — 71 065 доларів (медіана — 60 391). Медіана доходів становила 49 667 доларів для чоловіків та 34 167 доларів для жінок. За межею бідності перебувало 20,7 % осіб, у тому числі 28,0 % дітей у віці до 18 років та 7,7 % осіб у віці 65 років та старших.
Цивільне працевлаштоване населення становило 1363 особи. Основні галузі зайнятості: освіта, охорона здоров'я та соціальна допомога — 37,6 %, роздрібна торгівля — 11,2 %, фінанси, страхування та нерухомість — 8,4 %, будівництво — 8,2 %.